# Brassac (Tarn i Garonna)
Brassac – miejscowość i gmina we Francji, w regionie Oksytania, w departamencie Tarn i Garonna.
Według danych na rok 1990 gminę zamieszkiwało 261 osób, a gęstość zaludnienia wynosiła 13 osób/km² (wśród 3020 gmin regionu Midi-Pireneje Brassac plasuje się na 803. miejscu pod względem liczby ludności, natomiast pod względem powierzchni na miejscu 556.).